# Іванов Василь Митрофанович
Василь Митрофанович Іванов (рос. Василий Митрофанович Иванов; 18 серпня 1920, Бистрий Істок — 13 серпня 1976, Київ) — радянський офіцер, Герой Радянського Союзу, в роки німецько-радянської війни командир ланки 427-го винищувального авіаційного полку 294-ї винищувальної авіаційної дивізії 4-го винищувального авіаційного корпусу 5-ї повітряної армії Степового фронту, молодший лейтенант.

## Біографія
Народився 18 серпня 1920 року в селі Бистрий Істок (нині Алтайського краю Росії) в родині робітника. Росіянин. Після смерті батьків виховувався у Барнаульському дитбудинку, потім у трудовій комуні № 2 в Томську. Закінчив вісім класів, аероклуб. Працював інструктором планерного спорту.
У 1940 році призваний до лав Червоної Армії. У 1941 році закінчив Тбіліську військово-авіаційну школу пілотів. У 1942 році — Армавірську військово-авіаційну школу пілотів. У боях німецько-радянської війни з жовтня 1942 року. Член КПРС з 1943 року.
До вересня 1943 року молодший лейтенант В. М. Іванов зробив 101 бойовий виліт, в 38 повітряних боях збив 13 літаків противника.
Указом Президії Верховної Ради СРСР від 4 лютого 1944 року за мужність і героїзм, проявлені в повітряних боях з німецько-фашистськими загарбниками молодшому лейтенанту Іванову Василю Митрофановичу присвоєно звання Героя Радянського Союзу з врученням ордена Леніна і медалі «Золота Зірка» (№ 1474).

Могила Василя Іванова

З 1945 року після важкого поранення Капітан В. М. Іванов — у запасі. Працював директором фабрики. Жив у Києві. Помер 13 серпня 1976 року. Похований у Києві на Лук'янівському військовому кладовищі.

## Нагороди
Нагороджений орденом Леніна, двома орденами Червоного Прапора, медалями.